# 魯花樹穴粉蝨
魯花樹穴粉蝨（学名：Aleurolobus scolopiae）为粉蝨科穴粉蝨屬下的一个种。